# Universität Graz

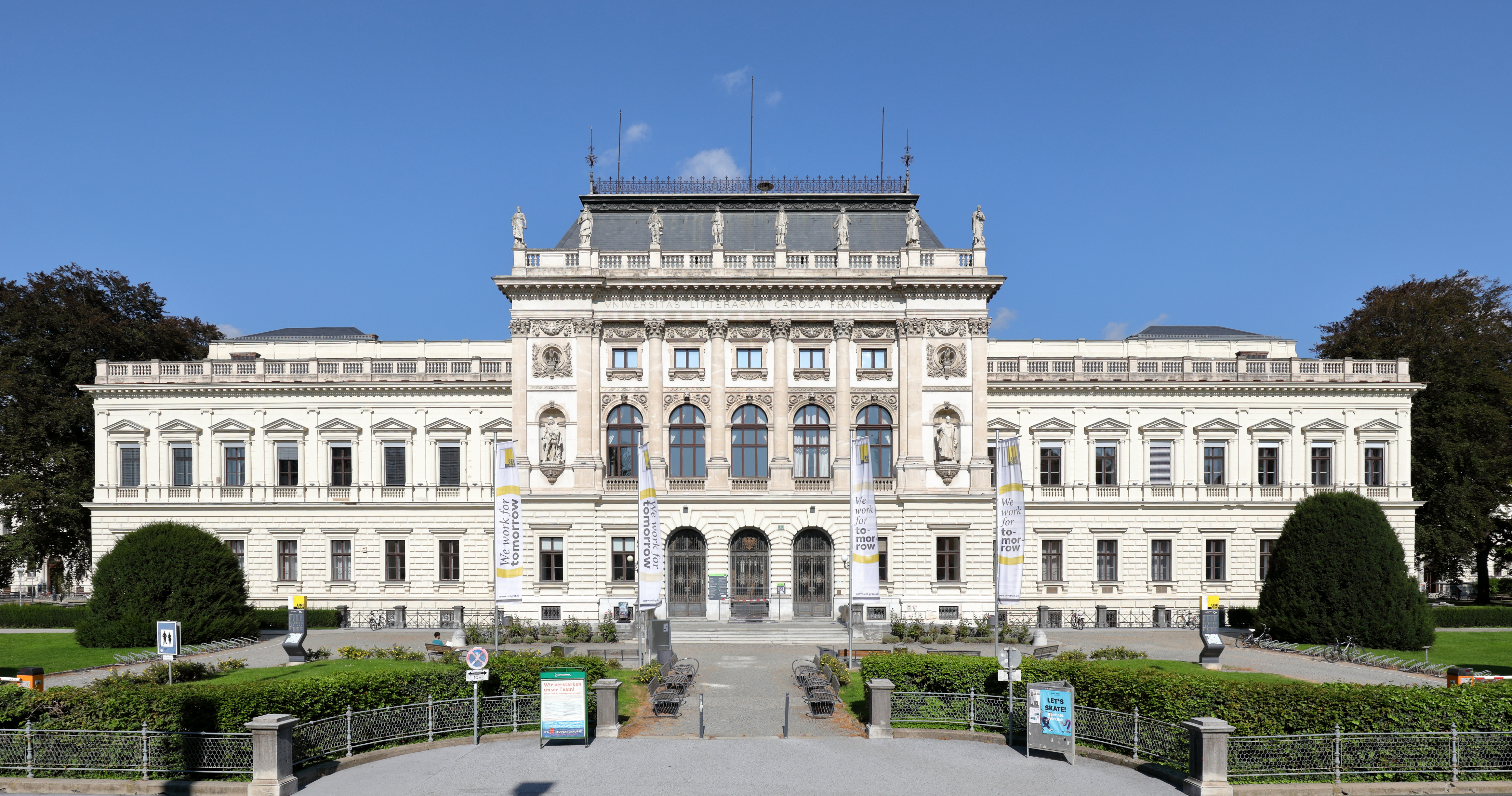
Das Hauptgebäude der Universität Graz; 1895 errichtet

Die Universität Graz (alt Karl-Franzens-Universität Graz, lateinisch Carolo-Franciscea) in Graz ist die größte Universität der Steiermark und nach der Universität Wien die zweitälteste Universität Österreichs. Ihr Name leitet sich von Erzherzog Karl II. von Innerösterreich sowie Franz I. von Österreich ab. Die Universität Graz wurde am 1. Jänner 1585 gegründet (Überreichung des Stiftungsbriefes von Kaiser Rudolf II. am 14. April 1586).
Sie ist insofern keine Volluniversität im klassischen Sinne mehr, als die Medizinische Fakultät durch das Universitätsgesetz 2002 mit 1. Jänner 2004 als Medizinische Universität Graz ausgegliedert wurde.

## Gliederung
Sie ist gemäß § 20 Absatz 4 des Universitätsgesetzes 2002 in sechs Fakultäten gegliedert:
- Katholisch-Theologische Fakultät
- Rechtswissenschaftliche Fakultät
- Sozial- und Wirtschaftswissenschaftliche Fakultät
- Geisteswissenschaftliche Fakultät
- Naturwissenschaftliche Fakultät
- Umwelt-, Regional- und Bildungswissenschaftliche Fakultät

Die Medizinische Fakultät wurde durch das Universitätsgesetz 2002 im Laufe des Jahres 2003 mit Wirksamkeit vom 1. Jänner 2004 in eine eigene Universität ausgegliedert: Medizinische Universität Graz.
Mit der Gründung der Umwelt-, Regional- und Bildungswissenschaftlichen Fakultät ist die Universität Graz seit Oktober 2007 wieder in sechs Fakultäten gegliedert.
Um die gesellschaftliche Rolle zu stärken und interdisziplinär zu institutionalisieren, wurde in Ergänzung zu den sechs bestehenden Fakultäten die sogenannte „7. Fakultät“ – das Zentrum für Gesellschaft, Wissen und Kommunikation – eingerichtet.
2011 haben die Universität Graz, die Medizinische Universität Graz und Technische Universität Graz an der Schnittstelle von Biomedizinischen Grundlagen, Technologischen Entwicklungen und Medizinischen Anwendungen mit BioTechMed-Graz eine Initiative zur Zusammenarbeit und Vernetzung der genannten Bereiche ins Leben gerufen.
Mit der Technischen Universität Graz besteht seit 2004 die strategische Kooperation NAWI Graz, in deren Rahmen große Teile der Naturwissenschaftlichen Fakultät mit den jeweiligen verwandten Fachbereichen an der Technischen Universität in Forschung und Lehre zusammenarbeiten. Im Wintersemester 2006/2007 starteten erste gemeinsame Studien im Bereich der Chemie, Molekularbiologie und Erdwissenschaften. Mittlerweile werden alle Bachelor- und Masterstudien in den Fächern Molekularbiologie, Chemie, Geowissenschaften, USW NAWI TECH, Mathematik und Physik in Kooperation angeboten.
Seit 2000 hat die Universität einen strategischen Schwerpunkt „Südosteuropa“, 2008 wurde das überfakultäre Kompetenzzentrum Südosteuropa (heute Zentrum für Südosteuropastudien) gegründet. Außerdem veranstaltet die Rechtswissenschaftliche Fakultät seit dem Wintersemester 2004/05 den Universitätslehrgang „South East European Law and European Integration (LL.M.)“ – ein LL.M.-Programm. Dieses LL.M.-Programm bietet eine fundierte postgraduale Ausbildung zur Zukunftsregion Südosteuropa und eine Vorbereitung auf die nächste Erweiterungsrunde der Europäischen Union.
Die Universität ist Mitglied des 2012 gegründeten Verbunds Allianz Nachhaltiger Universitäten mit dem Ziel, Nachhaltigkeit an Universitäten zu fördern.
Die Universität Graz begann im Herbst 2022 mit dem Bau eines eigenen Hauses am Standort der Forschungsstation Sermilik in Grönland. Ab Frühling 2024 steht die Station für Polarforscher zur Verfügung.
Die ÖH Uni Graz ist die gesetzliche Vertretung der Studierenden an der Universität Graz.
Für die Funktionsperiode 2023 bis 2028 wurde Herbert Beiglböck als Nachfolgender von Caroline List zum Vorsitzenden des Universitätsrates gewählt, stellvertretende Vorsitzende wurde Angelika Vollmar. Weitere Mitglieder wurden Eva Eckkrammer, Gerhard Fabisch, Gottfried Musger, Regina Friedrich, Ada Pellert, Heidrun Primas und Peter Koren.

## Geschichte

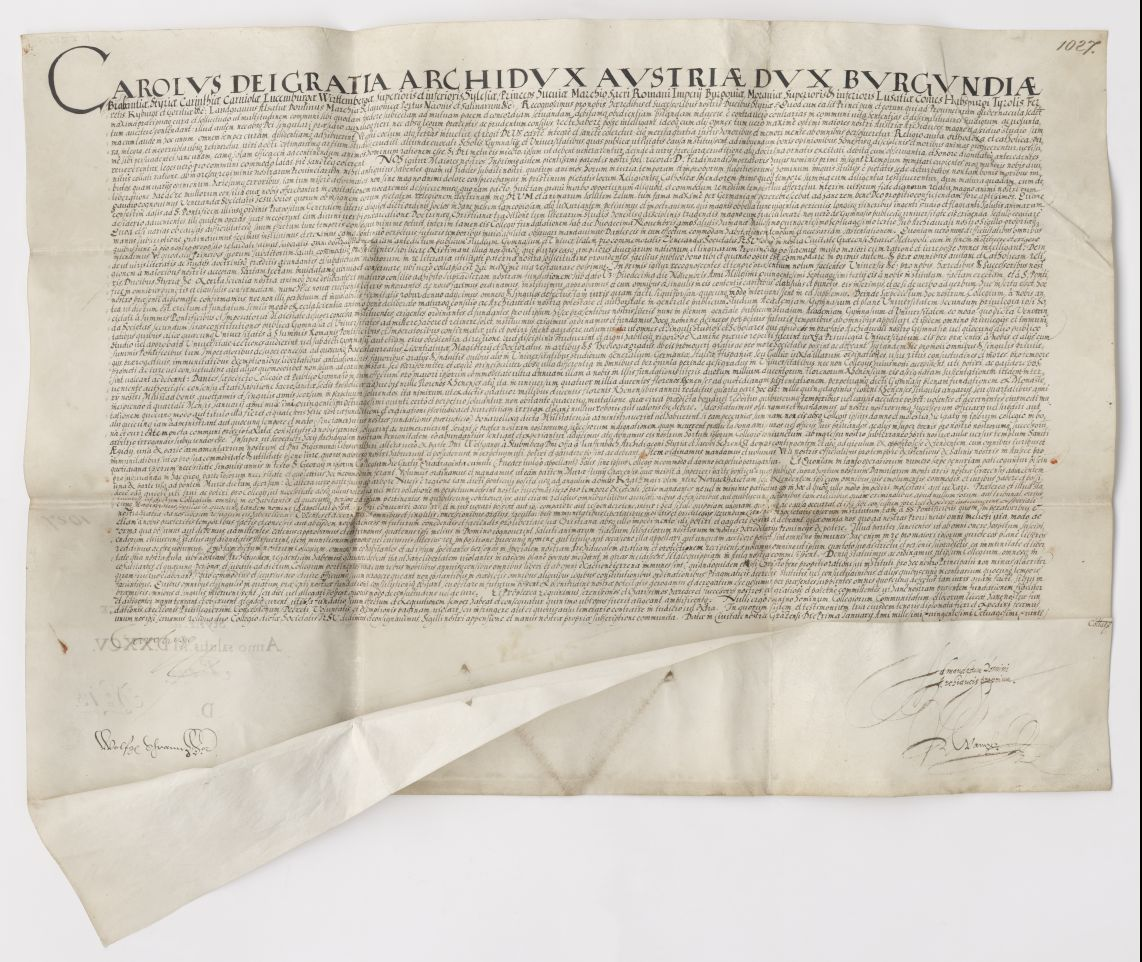
Stiftungsbrief Universität Graz, Erzherzog Karl II., 1. Jänner 1585; Steiermärkisches Landesarchiv I.Ö., Urk. Nr. 575, 1585 I 1, Graz

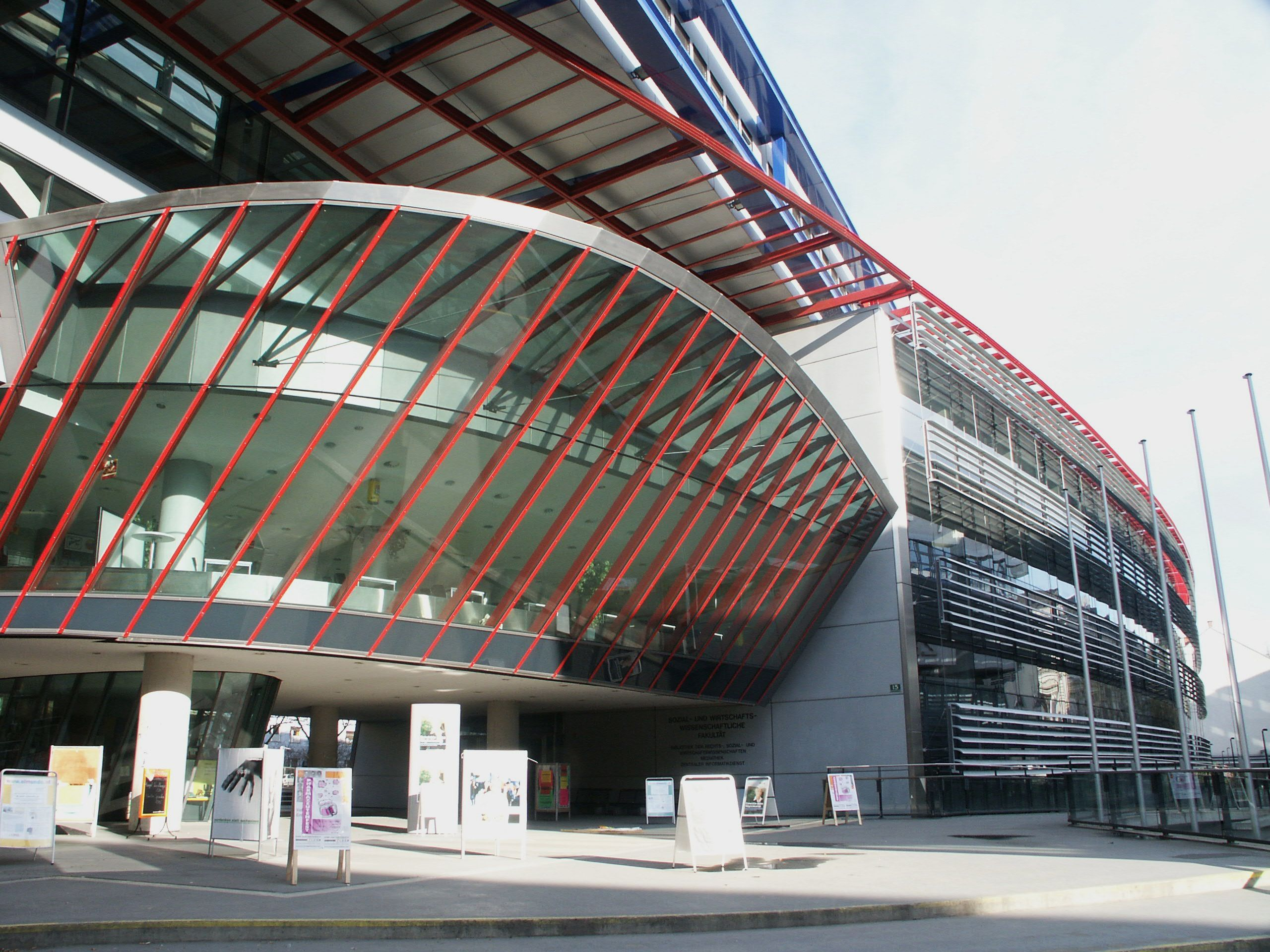
Gebäude der Rechtswissenschaftlichen sowie der Sozial- und Wirtschaftswissenschaftlichen Fakultät (ReSoWi) der Uni Graz (2006)

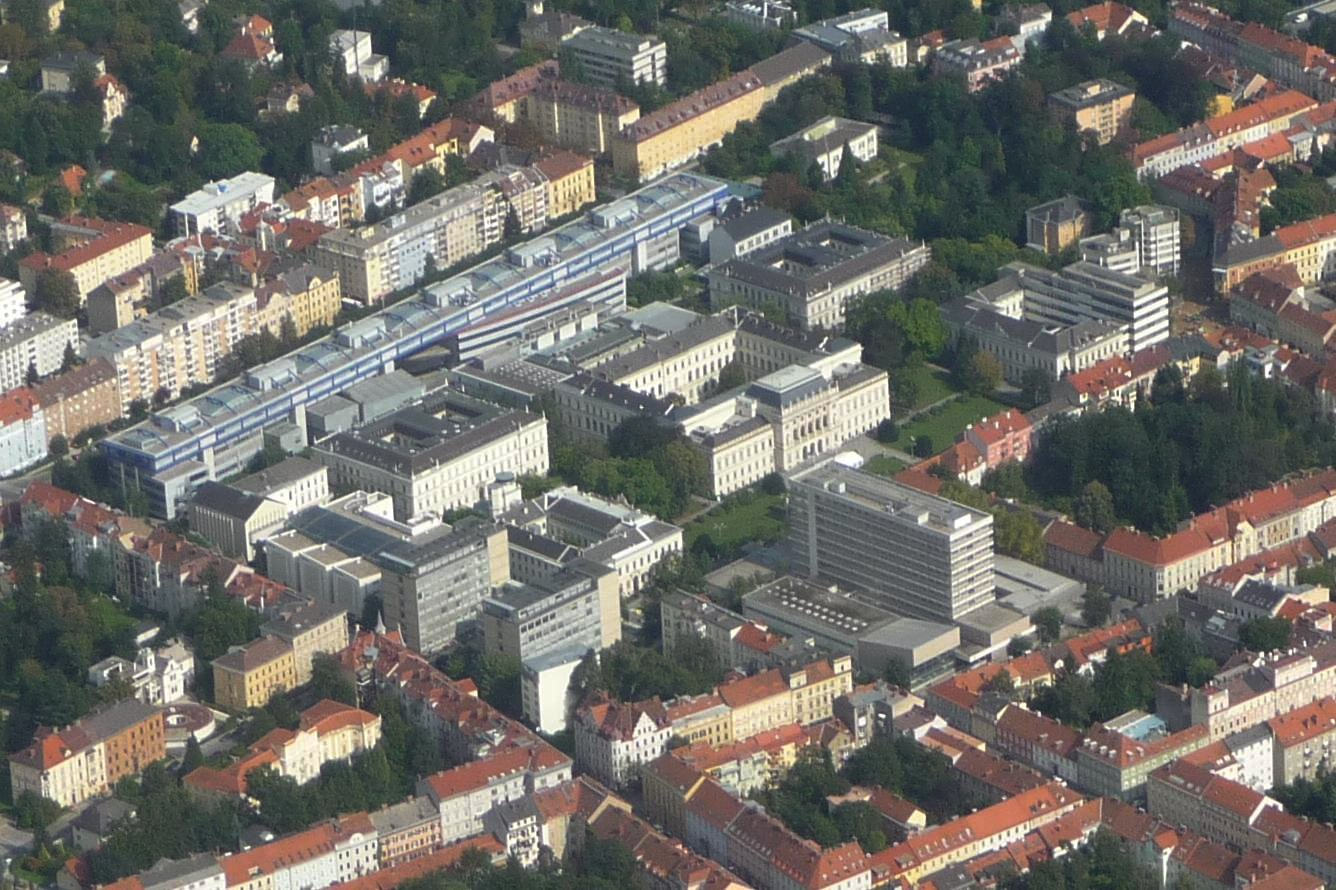
Luftaufnahme des Campus (2011)

Die Gründung der Universität erfolgte am 1. Jänner 1585 durch Erzherzog Karl II. von Innerösterreich, doch erst am 14. April 1586 wurden Stiftungsbrief samt Zepter und Siegel dem Ordensprovinzial der Societas Jesu und gleichzeitig dem ersten Rektor, Pater Heinrich Blyssem SJ (1526–1586) in der Grazer Pfarrkirche St. Ägidius, dem heutigen Grazer Dom, feierlich überreicht. Die neu gegründete Universität wurde an die Jesuiten übergeben, um dadurch allen sozialen Schichten eine elitäre Ausbildung angedeihen zu lassen.
Ein päpstlicher und ein kaiserlicher Bestätigungsbrief besiegelten die landesfürstliche Gründung. Diese Urkunden sicherten der Universität volle Autonomie sowie besondere Gerichts- und Steuerprivilegien zu. Dem Landesfürsten schwebte ursprünglich eine Volluniversität mit vier Fakultäten vor, doch es sollten anfänglich nur zwei werden. Die Theologische Fakultät hatte die Aufgabe, für die Schaffung eines neuen, verlässlichen Klerus zu sorgen, und die Artistische Fakultät befasste sich mit der Lehre der Freien Künste (septem artes liberales) – den philosophischen Disziplinen.
Nach der Aufhebung des Jesuitenordens im Jahre 1773 wurde die Universität vom Staat übernommen und die Jesuiten an der Theologischen Fakultät ausnahmslos durch Weltgeistliche ersetzt. Ziele der Ausbildung waren das Heranziehen treuer Staatsdiener und die Vermittlung ausschließlich praktisch verwertbarer Kenntnisse. 1778 wurde die Juristische Fakultät gegründet, und 1782 erfolgten unter Kaiser Joseph II. die Umwandlung der Universität in ein Lyzeum sowie die Schaffung des medizinisch-chirurgischen Studiums.
Die Wiedererrichtung der Universität durch Kaiser Franz I. erfolgte 1827. Nach der Universitätsreform Wilhelm von Humboldts wurde 1848 die Lehr- und Lernfreiheit mit einer starken Autonomie der Hochschule eingeführt. Die Universität wurde damit Trägerin der Wissenschaft, die Studenten sollten im Studium in das wissenschaftliche Forschen eingeführt werden („Bildung durch Wissenschaft“). Diese Grundstruktur blieb – abgesehen von der Periode des Nationalsozialismus 1938–1945 – im Wesentlichen bis 1975 erhalten.
Nachdem Frauen lange Zeit kein Recht zu studieren hatten, wurde Seraphine Puchleitner im Jahr 1898 als erste ordentliche Hörerin an der Universität Graz zugelassen. 1902 promovierte sie in ihrem Studium der Geographie als erste Frau an der Universität Graz. 1905 promovierte in Graz Oktavia Aigner-Rollett als erste praktizierende Ärztin. Nachdem die Kompetenz der Germanistin Christine Touaillon für eine Habilitation an der philosophischen Fakultät 1920 noch aufgrund ihres Geschlechts in Frage gestellt wurde, habilitierte Dora Börner-Patzelt in Histologie und Embryologie 1929 als erste Frau an der Universität Graz. Zur ersten Professorin an der Universität wurde die Histologin Carla Zawisch-Ossenitz 1949 ernannt. Der Anteil der Studentinnen an der Hochschule lag 1970 bereits bei 32 % und erhöhte sich bis 2021 auf 62 %. Der Anteil der Professorinnen an der Universität Graz liegt 2021 bei 34,5 %
Nach dem „Anschluss“ Österreichs im Jahr 1938 kam es zu zahlreichen Entlassungen. Darunter befanden sich auch die Nobelpreisträger Otto Loewi, Victor Franz Hess und Erwin Schrödinger.
Der Akademische Senat der Universität beschloss am 17. März 1938 – vier Tage nach dem Anschluss Österreichs – „ein Gesuch an den Führer und Reichskanzler“ zu stellen, „die Schirmherrschaft über die Universität Graz zu übernehmen und gleichzeitig zu gestatten, dass diese den Titel ‚Adolf Hitler Universität‘ führen darf“. Das Unterrichtsministerium lehnte das Ansuchen im September 1938 ab.
1941 wurde die Universität in Karl-Franzens-Reichsuniversität Graz, 1942 in Reichsuniversität Graz umbenannt.
Die Universitätsreform von 1975 brachte das Ende der Professorenuniversität, mit umfassender Mitbestimmung des akademischen Mittelbaus und der Studierenden in allen Gremien. Weitere entscheidende Einschnitte brachten das Inkrafttreten des Universitätsorganisationsgesetzes 1993, das eine Teilautonomie und Teilrechtsfähigkeit ab dem 3. Dezember 2000 ermöglichte, sowie die Weiterführung dieser Entwicklung zur Vollautonomie und selbständigen Rechtsperson im Rahmen des Universitätsgesetzes 2002.
Anfang 2017 kam es zu einer Auseinandersetzung im Zuge des Berufungsverfahrens für den Lehrstuhl für Zeitgeschichte nach der Emeritierung von Helmut Konrad. Der Gutachter Pieter M. Judson stellte fest, es seien nicht die kompetentesten Bewerber in Betracht gezogen worden, und trat schließlich aus Protest zurück. „Deutsche Seilschaften“ bzw. eine „Tübinger Runde“ seien am Zug. Es wurde auch kritisiert, dass nur deutsche und Schweizer Bewerber, aber keine Österreicher, in die engere Auswahl kamen. Verschiedene Medien berichteten zu dem Vorgang. In Folge reagierte die damalige Rektorin Christa Neuper auf die Vorwürfe und brach das Berufungsverfahren ab, da eine Überprüfung ergeben habe, dass „nicht alle geeigneten Bewerber und Bewerberinnen die Möglichkeit erhalten hatten, sich dem externen Begutachtungsprozess zu stellen“. 2020 wurde die Stelle nach erneuter Ausschreibung schließlich mit Christiane Berth besetzt
Universitätskirche ist seit 1985 die Leechkirche.
Per September 2023 sind alle medizinischen Institute zur MedUni, Stiftingtalstraße östlich des LKH-Universitätsklinikums, abgesiedelt, nur das Gerichtsmedizinische Institut folgt als Letztes bis Frühjahr 2024.[veraltet] Im Herbst 2023 begann der Abriss der sogenannten Vorklinik. An seiner Stelle soll bis 2030 das Graz Center of Physics entstehen, in dem die Physik-Institute der Universität Graz und der Technischen Universität Graz gemeinsam untergebracht werden.

## Nobelpreisträger
- Fritz Pregl (1869–1930), 1923 für Chemie – in Graz von 1913 bis zu seinem Tod 1930
- Julius Wagner von Jauregg (1857–1940), 1927 für Medizin – in Graz von 1889 bis 1893
- Erwin Schrödinger (1887–1961), 1933 für Physik – in Graz von 1936 bis 1938
- Otto Loewi (1873–1961), 1936 für Medizin – in Graz von 1909 bis 1938
- Victor Franz Hess (1883–1964), 1936 für Physik – in Graz von 1893 bis 1906 (Ausbildung) und von 1919 bis 1931 sowie 1937/38
- Gerty Cori (1896–1957), 1947 für Medizin – arbeitete vor 1922 in Graz
- Ivo Andrić (1892–1975), 1961 für Literatur – promovierte hier 1924 mit einer Dissertation über Das geistige Leben in Bosnien und Herzegowina während der Osmanischen Zeit
- Karl von Frisch (1886–1982), 1973 für Medizin – in Graz von 1946 bis 1950
- Peter Handke (* 1942), 2019 für Literatur – in Graz von 1961 bis 1965

## Weitere namhafte Forscher
- Christine Abbt (* 1974), Philosophin
- Karl Acham (* 1939), Soziologe
- Maria Elisabeth Aigner (* 1967), Theologin und Pastoralpsychologin
- Cristina Andenna (* 1971), Historikerin
- Friedrich Anderhuber (1950–2018), Anatom
- Christian Bachhiesl (* 1971), Rechtswissenschaftler und Historiker (Spezialgebiet: Kriminalistik)
- Nassim Balestrini (* 1966), Amerikanistin
- Hermann Baltl (1918–2004), Jurist, Rechtsgeschichte
- Martina Bär (* 1976), Systematische Theologin und Liturgiewissenschaftlerin
- Johannes B. Bauer (1927–2008), Bibelwissenschaftler und Ökumenischer Theologe
- Siegfried J. Bauer (1930–2021), Weltraumforscher
- Karin Baur (* unbekannt), Mathematikerin
- Siegfried Beer (* 1948), Historiker, Geheimdienstspezialist
- Hermann Beitzke (1875–1953), Tuberkuloseforscher
- Wolfgang Benedek (* 1951), Jurist, Spezialist für Menschenrechte
- Vittorio Benussi (1878–1927), Experimentalpsychologe und Konstrukteur des ersten Lügendetektors
- Christiane Berth (* unbekannt), Historikerin
- Claudia R. Binder (* 1966), Umweltsystemwissenschaftlerin
- Dora Boerner-Patzelt (1891–1974), Histologin und Embryologin
- Ludwig Boltzmann (1844–1906), Physiker
- Franz Bydlinski (1931–2011), Rechtswissenschaftler
- Moritz Csáky (* 1936), Historiker
- Erna Diez (1913–2001), Archäologin
- Claudia Draxl (* 1959), Physikerin
- Elfriede Ederer-Fick (1950–2016), Pädagogin
- Anton Egger (* 1932), Betriebswirt (Unternehmensbewertung)
- Petra Ernst (1957–2016), Literatur- und Kulturwissenschaftlerin, Leitung des Centrums für Jüdische Studien
- Theodor Escherich (1857–1911), Kinderarzt und Bakteriologe
- Albert von Ettingshausen (1850–1932), Physiker
- Irmtraud Fischer (* 1957), Theologin
- Rudolf Flotzinger (* 1939), Musikwissenschaftler
- Ursula Gärtner (* 1965), Altphilologin
- Viktor von Geramb (1884–1958), Volkskundler
- Susanne Göpferich-Görnert (1965–2017), Übersetzungswissenschaftlerin und Angewandte Linguistin
- Johann Götschl (* 1939), Philosoph
- Nadja Grbić (* 1963), Übersetzungswissenschaftlerin und Linguistin (Gebärdensprachdolmetsch)
- Hans Groß (1847–1915), Kriminologe
- Elke Gruber (* 1959), Bildungswissenschaftlerin
- Peter Grzybek (1957–2019), Slawist und Semiotiker
- Isabella Guanzini (* 1973), Fundamentaltheologin
- Paul Guldin (1577–1643), Astronom, Mathematiker
- Ludwig Gumplowicz (1838–1909), Soziologie
- Claudia Haagen-Schützenhöfer (* 1975), Physikdidaktikerin
- Hans von Haberer (1875–1958), Chirurg
- Anton Hafferl (1886–1959), Anatom
- Rudolf Haller (1929–2014), Philosoph
- Renate Hansen-Kokoruš (* 1954), Slawistin
- Henriette Harich-Schwarzbauer (* 1955), Klassische Philologin
- Gabriele Haug-Moritz (* 1959), Historikerin
- Friedrich Hausmann (1917–2009), Historiker
- Theresia Heimerl (* 1971), Theologin
- Sabine Heinemann (* 1971), Romanistin
- Lavinia Heller (* unbekannt), Übersetzungswissenschaftlerin
- Werner Helmich (* 1941), Romanist
- Ursula Hendrich-Schneider (1953–2009), Sozial- und Wirtschaftswissenschafterin, Dekan
- Ferdinand Hessler (1803–1865), Physiker
- Barbara Hinger (* 1960), Fremdsprachendidaktikerin und Angewandte Linguistin
- Evelyn Höbenreich (* 1962), Rechtswissenschaftlerin
- Maria Höfner (1900–1992), Orientalistin
- Editha Hörandner (1939–2008), Volkskundlerin
- Julia Hoydis (* 1979), Anglistin und Literaturwissenschaftlerin
- Claus Jürgen Hutterer (1930–1997), Linguist und Germanist
- Anne Jensen (1941–2008), Theologin
- Raimund Friedrich Kaindl (1866–1930), Historiker und Ethnologe
- Barbara Kaltenbacher (* unbekannt), Mathematikerin
- Simon Karchne (1649–1722), Philosoph, Theologe, Kirchenrechtler, Kanzler und Zensor der Universität
- Heike Karge (* 1970), Historikerin
- Stefan Karner (* 1952), Historiker
- Elisabeth Katschnig-Fasch (1947–2012), Volkskundlerin, Kulturanthropologin
- Josef Knar (1800–1864), Mathematiker
- Hermann Knaus (1892–1970), Gynäkologe, 1936 für den Nobelpreis vorgeschlagen
- Peter Koller (* 1947), Rechtswissenschaftler
- Christa Kolodej (* 1965), Psychologin und Soziologin
- Helmut Konrad (* 1948), Historiker
- Sonja Koroliov (* 1973), Slawistin
- Franz Krones (1835–1902), Historiker
- Dieter Kremers (1921–1991), Romanist und Literaturwissenschaftler
- Eveline Krummen (* 1956), Klassische Philologin
- Heinz D. Kurz (* 1946), Ökonom
- Ulrike Leopold-Wildburger (* 1949), Wirtschaftsmathematikerin
- Maximilian Liebmann (1934–2022), Kirchenhistoriker
- Georg Rudolf Lind (1926–1990), Romanist
- Elisabeth List (1946–2019), Philosophin
- Brigitta Lurger (* 1967), Juristin
- Arnold Luschin (1841–1932), Rechtsgeschichte
- Friedrich Bernhard Christian Maassen (1823–1900), Kirchenrechtler
- Ernst Mach (1838–1916), Physiker
- Roberta Maierhofer (* 1960), Amerikanistin, Kulturwissenschaftlerin und Alternsforscherin
- Gerwald Mandl (* 1940), Betriebswirt (Unternehmensbewertung)
- Wolfgang Mantl (1939–2022), Rechtswissenschaftler, Öffentliches Recht
- Bernhard-Michael Mayer (* 1959), Pharmakologe
- Theo Mayer-Maly (1931–2007), Rechtswissenschaftler
- Alexius von Meinong (1853–1920), Gegenstandstheoretiker
- Ineke Mennen (* 1960), Phonetikerin und Phonologin
- Adalbert Theodor Michel (1821–1877), Rechtswissenschaftler und Politiker
- Stephan Moebius (* 1973), Soziologe
- Johann Mokre (1901–1981), Rechtswissenschaftler, Rechtsphilosoph
- Paul Theodor Müller (1873–1919), Bakteriologe, Hygieniker
- Beatrix Müller-Kampel (* 1958), Germanistin und Literaturwissenschaftlerin
- Leopold Neuhold (* 1954), Ethiker und Theologe
- Christa Neuper (* 1958), Neuropsychologin und Rektorin der Universität Graz von 2011 bis 2019
- Bettina Nunner-Krautgasser (* 1968), Juristin (Zivilverfahrensrecht und Insolvenzrecht)
- Ilona M. Otto (* 1979), Sozialwissenschaftlerin
- Ivo Pfaff (1864–1925), Rechtswissenschaftler
- Erna Pfeiffer (* 1953), Romanistin
- Renate Pieper (* 1956), Historikerin
- Josef Poelt (1924–1995), Botaniker und Lichenologe, ab 1972 Lehrstuhlinhaber in Graz
- Magdalena Pöschl (* 1970), Rechtswissenschaftlerin
- Erich Prunč (1941–2018), Kärntner slowenischer Linguist und Übersetzungswissenschaftler, Literaturhistoriker und Dichter
- Ursula Quatember (* 1976), Klassische Archäologin und Bauforscherin
- Wolf Rauch (* 1952), Informationswissenschaftler
- Laerke Recht (* 1983), Archäologin
- Ursula Renz (* 1968), Philosophin
- Anne-Kathrin Reulecke (* 1961), Literaturwissenschaftlerin
- Friedrich Reinitzer (1857–1927), Botaniker, Chemiker und Entdecker der Flüssigkristalle
- Sonja Rinofner-Kreidl (* 1965), Philosophin
- Max Rintelen (1880–1965), Rechtshistoriker
- Hanna Risku (* 1967), Übersetzungswissenschaftlerin
- Ludwig Rochlitzer (1880–1945), Komponist
- Alexander Rollett (1834–1903), Physiologe
- Johanna Rolshoven (* 1959), Kulturanthropologin
- Roswith Roth (* 1944), Gesundheitspsychologin, psychologische Genderforscherin
- Linda Sadnik (1910–1998), Slawistin
- Petra Schaper Rinkel (* 1966), Politikwissenschaftlerin und Innovationsforscherin, Vizerektorin für Digitalisierung und Internationalisierung
- Lotte Schenk-Danzinger (1905–1992), Psychologin
- Rudolf von Scherer (1845–1918), Kirchenrechtler
- Martina Schmidhuber (* 1981), Moraltheologin
- Karin Schmidlechner-Lienhart (* 1954), Gender- und Zeithistorikerin
- Johannes Schmidt (1843–1901), Sprachwissenschaftler
- Gabriele Schmölzer (* 1961), Juristin und Kriminologin
- Sabine Schmölzer-Eibinger (* 1964), Germanistin und Sprachwissenschaftlerin
- Georg Schneider (* 1980), Betriebswirt
- Ulrich Schulz-Buschhaus (1941–2000), Romanist und Literaturwissenschaftler
- Hugo Schuchardt (1842–1927), Romanist
- Joseph Schumpeter (1883–1950), Nationalökonom
- Theodor Reinhold Schütze (1827–1897), Rechtswissenschaftler
- Christine Schwanecke (* unbekannt), Anglistin
- Gerda Schwarz (1941–2015), Klassische Archäologin
- Ernst Seelig (1895–1955), Kriminologe
- Daphne-Ariane Simotta (* 1947), Juristin
- Tanja Skambraks (* 1980), Historikerin
- Wilfried Skreiner (1927–1994), Jurist und Kunsthistoriker
- Michaela Sohn-Kronthaler (* 1969), Kirchenhistorikerin
- Franz Stanonik (1841–1918), Theologe
- Franz Karl Stanzel (1923–2023), Anglist und Literaturwissenschaftler
- Paulina Starski (* 1982), Rechtswissenschaftlerin
- Michael Steiner (* 1951), Ökonom
- Artur Steinwenter (1888–1959), Rechtswissenschaftler
- Barbara Stelzl-Marx (* 1971), Historikerin
- Michaela Stock (* 1964), Wirtschaftspädagogin
- Anke Strüver (* 1970), Sozial- und Wirtschaftsgeographin
- Angelika Szekely (1891–1979), Physikerin
- August Tewes (1831–1913), Rechtswissenschaftler
- Walter Thiel (1919–2012), Anatom
- Ernst Topitsch (1919–2003), Philosoph
- Sibylle Trawöger (* 1983), Theologin
- Ferdinand Tremel (1902–1979), Historiker
- Heidemarie Uhl (1956–2023), Zeithistorikerin, Gedächtniskulturforscherin
- Mathilde Uhlirz (1881–1966), Historikerin, Mediävistin
- Grete Walter-Klingenstein (* 1939), Historikerin
- Catherine Walter-Laager (* 1969), Pädagogin
- Daniela Wawra (* 1973), Anglistin
- Alfred Wegener (1880–1930), Begründer der Kontinentalverschiebungstheorie
- Ota Weinberger (1919–2009), Rechtsphilosoph
- Leopold Wenger (1874–1953), Römisches Recht, Papyrologie
- Gunda Werner (* 1971), Theologin (Dogmatik)
- Ursula Werther-Pietsch (* 1964), Professorin für Internationale Beziehungen, Global Studies
- Angelika Wetterer (* 1949), Soziologin
- Anton Werkgartner (1890–1970), Gerichtsmediziner
- Walter Wilburg (1905–1991), Zivilrechtler
- Carla Zawisch-Ossenitz (1888–1961), Histologin und Embryologin
- Rudolf Zechner (* 1954), Molekularbiologe und Biochemiker
- Anita Ziegerhofer (* 1965), Rechtshistorikerin
- Julia Zimmermann (* 1969), Altgermanistin
- Valentin Zsifkovits (1933–2019), Sozialethiker und Priester
- Cornelia Zwischenberger (* 1981), Translationswissenschaftlerin

## Andere Personen
- Ferdinand von Österreich (1578–1637), als Kaiser Ferdinand II., allererster Student der Einrichtung
- Johann Eberhard Neidhardt, SJ (1607–1681), Theologe und Politiker, Kardinal der römisch-katholischen Kirche
- Aquilin Julius Caesar (1720–1792), steiermärkischer Historiker und Augustiner-Chorherr, verfasste die erste umfassende Geschichte der Steiermark
- Caspar Royko (1744–1819), Geistlicher, Theologe und Hochschullehrer
- Franz Xaver Gmeiner (1752–1828), Philosoph, Theologe, Kirchenhistoriker und Kirchenrechtler
- Franz Xaver von Neupauer (1753–1835), Rechtswissenschaftler und Schriftsteller, Rektor der Universität, verschaffte der Universität einen Sitz im Landtag
- Johann Ritter von Kalchberg (1765–1827), Lyriker, Dramatiker, Novellist und Historiker
- Adalbert Johann Polsterer (1798–1839), Historiker, Journalist und Schriftsteller
- Richard Peinlich (1819–1882), Benediktiner und Historiker
- Franz Ilwof (1831–1916), Pädagoge, Rechtswissenschaftler und Heimatforscher
- Karl Stürgkh (1859–1916), Politiker und Grundbesitzer, österreichischer Ministerpräsident 1911–1916
- Oktavia Aigner-Rollett (1877–1959), erste Frau, die in Graz eine medizinische Praxis eröffnete
- Otto Gross (1877–1920), Psychiater und Psychoanalytiker
- Maria Schuhmeister (1877–1951), erste Frau, die in Österreich moderne Medizin studierte und Doktor der gesamten Heilkunde wurde
- Alois Hudal (1885–1963), Theologe, nach dem Zweiten Weltkrieg nationalsozialistischer Fluchthelfer. Bischof der römisch-katholischen Kirche
- Ernst Kaltenbrunner (1903–1946), österreichischer Nationalsozialist (SS-Funktionär und von 1943 bis Kriegsende Chef der Sicherheitspolizei und des SD sowie Leiter des Reichssicherheitshauptamtes); Hauptkriegsverbrecher des Zweiten Weltkriegs
- Friedrich August von der Heydte (1907–1994), Jurist, Offizier und Politiker
- Heinrich Harrer (1912–2006), Bergsteiger, Weltreisender, Journalist, Autor
- Grete Schurz (1934–2022), erste Frauenbeauftragte Österreichs
- Luciana Aigner-Foresti (* 1936), Althistorikerin und Etruskologin
- Sigrid Reinitzer (* 1941), akademische Bibliothekarin, Direktorin der Universitätsbibliothek Graz
- Matthias Konrad (* 1943), ehemaliger Bürgermeister von Leoben
- Werner Fenz (1944–2016), Kunsthistoriker, Ausstellungskurator und langjähriger Leiter des Instituts für Kunst im öffentlichen Raum
- Irmgard Griss (* 1946), Richterin, Präsidentin des Obersten Gerichtshofes, Kandidatin bei der Bundespräsidentenwahl in Österreich 2016
- Valentin Inzko (* 1949), Diplomat, Hoher Repräsentant in Bosnien und Herzegowina
- Claudia Kahr (* 1955), Richterin am Verfassungsgerichtshof, Aufsichtsratsvorsitzende der ASFINAG
- Gabriele Kucsko-Stadlmayer (* 1955), Rechtswissenschaftlerin, Höchstrichterin, Richterin am EGMR
- Susanne Moser (* 1956), Philosophin
- Ivo Josipović (* 1957), kroatischer Politiker, Rechtswissenschaftler, Komponist, Präsident Kroatiens
- Margit Kraker (* 1960), Präsidentin des Rechnungshofes
- Monika Martin (* 1962), Sängerin, Kunsthistorikerin, Volkskundlerin, Lehrerin
- Johannes Fragner (* 1963), Abt der Abtei Seckau
- Maria Kubin (* 1966), Bischöfin der Altkatholischen Kirche
- Beatrix Karl (* 1967), Rechtswissenschaftlerin, Bundesministerin, Rektorin der Pädagogischen Hochschule Steiermark
- Andreas Liebmann (* 1967), Diplomat
- Kaja Harter-Uibopuu (* 1968), Althistorikerin, Rechtshistorikerin und Epigraphikerin, promovierte sub-auspiciis an der Universität Graz
- Judith Schwentner (* 1968), Grazer Vizebürgermeisterin, Stadträtin, Auslandslektorin an der Universität Lemberg
- Eva Glawischnig (* 1969), Dritte Präsidentin des Nationalrates, Juristin und Unternehmerin
- Juliane Bogner-Strauß (* 1971), Molekularbiologin, Biochemikerin, Bundesministerin und Landesrätin
- Hajredin Kuçi (* 1971), kosovarischer Politiker, Justizminister des Kosovo
- Theresa Zammit Lupi (* 1972), Restauratorin an der Universitätsbibliothek Graz, entdeckte das Grazer Mumienbuch
- Michaela Kohlweiß (* 1973), Landespolizeidirektorin von Kärnten
- Bettina Habsburg-Lothringen (* 1975), Historikerin und Museumsleiterin
- Arben Hajrullahu (* 1975), kosovarischer Politikwissenschaftler und Universitätsrektor
- Martina Schröck (* 1977), Grazer Vizebürgermeisterin, Stadträtin, Soziologin
- Valentina Vlasic (* 1980), österreichische Kunsthistorikerin und Kuratorin
- Werner Zdouc (* unbekannt, vor 1981), österreichischer Jurist, Hochschullehrer und WTO Funktionär
- Lisz Hirn (* 1984), österreichische Philosophin, Autorin, Dozentin